# Cramoisy
Cramoisy és un municipi francès, situat al departament de l'Oise i a la regió dels Alts de França. L'any 2007 tenia 603 habitants.

## Demografia

### Població
El 2007 la població de fet de Cramoisy era de 603 persones. Hi havia 215 famílies de les quals 57 eren unipersonals (16 homes vivint sols i 41 dones vivint soles), 65 parelles sense fills, 85 parelles amb fills i 8 famílies monoparentals amb fills.
La població ha evolucionat segons el següent gràfic:
Habitants censats

### Habitatges
El 2007 hi havia 232 habitatges, 219 eren l'habitatge principal de la família, 2 eren segones residències i 11 estaven desocupats. 188 eren cases i 42 eren apartaments. Dels 219 habitatges principals, 161 estaven ocupats pels seus propietaris, 51 estaven llogats i ocupats pels llogaters i 7 estaven cedits a títol gratuït; 4 tenien una cambra, 26 en tenien dues, 46 en tenien tres, 60 en tenien quatre i 82 en tenien cinc o més. 144 habitatges disposaven pel capbaix d'una plaça de pàrquing. A 89 habitatges hi havia un automòbil i a 104 n'hi havia dos o més.

### Piràmide de població
La piràmide de població per edats i sexe el 2009 era:
| Homes | Edats   | Dones |
| ----- | ------- | ----- |
| 0     | 95 o +  | 0     |
| 0     | 90 a 94 | 0     |
| 4     | 85 a 89 | 4     |
| 0     | 80 a 84 | 4     |
| 8     | 75 a 79 | 0     |
| 8     | 70 a 74 | 4     |
| 4     | 65 a 69 | 12    |
| 36    | 60 a 64 | 20    |
| 4     | 55 a 59 | 16    |
| 32    | 50 a 54 | 28    |
| 24    | 45 a 49 | 32    |
| 16    | 40 a 44 | 28    |
| 8     | 35 a 39 | 28    |
| 16    | 30 a 34 | 24    |
| 24    | 25 a 29 | 44    |
| 36    | 20 a 24 | 24    |
| 32    | 15 a 19 | 0     |
| 12    | 10 a 14 | 4     |
| 4     | 5 a 9   | 8     |
| 8     | 0 a 4   | 16    |

## Economia
El 2007 la població en edat de treballar era de 423 persones, 342 eren actives i 81 eren inactives. De les 342 persones actives 312 estaven ocupades (140 homes i 172 dones) i 30 estaven aturades (18 homes i 12 dones). De les 81 persones inactives 24 estaven jubilades, 28 estaven estudiant i 29 estaven classificades com a «altres inactius».

### Ingressos
El 2009 a Cramoisy hi havia 268 unitats fiscals que integraven 591 persones, la mediana anual d'ingressos fiscals per persona era de 20.550 €.

### Activitats econòmiques
Dels 14 establiments que hi havia el 2007, 1 era d'una empresa extractiva, 5 d'empreses de construcció, 2 d'empreses de comerç i reparació d'automòbils, 1 d'una empresa de transport, 1 d'una empresa d'hostatgeria i restauració, 1 d'una empresa d'informació i comunicació, 2 d'empreses de serveis i 1 d'una entitat de l'administració pública.
Dels 4 establiments de servei als particulars que hi havia el 2009, 1 era una oficina de correu, 2 fusteries i 1 empresa de construcció.
L'any 2000 a Cramoisy hi havia 3 explotacions agrícoles que ocupaven un total de 360 hectàrees.

## Equipaments sanitaris i escolars
El 2009 hi havia una escola elemental.
Cramoisy disposava d'un centre de formació no universitària superior de formació sanitària.

## Poblacions més properes
El següent diagrama mostra les poblacions més properes.